# 東京マリオットホテル
東京マリオットホテル（とうきょうマリオットホテル）は、東京都品川区北品川四丁目にあるホテル。マリオット・インターナショナルのホテルのひとつである。運営は森トラスト・ホテルズ&リゾーツ株式会社。

## 特徴
1990年7月、品川の御殿山ガーデン（現:御殿山トラストシティ）内に「ホテルラフォーレ東京」として開業。
2013年12月3日、マリオット・インターナショナルと提携してリノベーションし、「東京マリオットホテル」として開業
2017年12月3日開業4周年を記念してエグゼクティブラウンジを最上階に新設しリニューアルオープン。
クラブフロア宿泊者と、プラチナエリート以上のマリオット会員はクラブラウンジを利用できる。

## 客室
- スイートフロア
- デラックスフロア
- レギュラーフロア

## 設備
- レストラン　ラウンジ＆ダイニングG
- ショップ　ペストリー＆ベーカリーGGCo.
- チャペル　ザフォレスト、 スカイ

など

## アクセス
- JR・京急品川駅高輪口より徒歩10分、都営シャトルバスで5分
- 京急本線北品川駅より徒歩3分
- バス
  - 成田国際空港から東京空港交通のリムジンバスが運行されている。